# Molletisme
Le molletisme est une attitude politique reprochée par ses adversaires à Guy Mollet, secrétaire général de la SFIO de 1946 à 1969. Elle consiste à tenir un discours politique très à gauche, très radical, mais à avoir une pratique gouvernementale modérée, centriste, acceptant des compromis idéologiques et politiques avec la droite. Cette pratique s'expose ainsi à une qualification de « trahison ».

## Contexte
Guy Mollet devient majoritaire au sein de la SFIO en 1946 lors du 38e congrès national de la SFIO en mettant en avant l'idée d'une rupture révolutionnaire par la lutte des classes. Il faisait alors face à la ligne défendue par Daniel Mayer avec le soutien de Léon Blum qui souhaitait  une anticipation du programme de Bad Godesberg.
Le molletisme est contesté, d'une part, par l'aile gauche de la SFIO, les communistes, les trotskystes et le Parti socialiste unifié (PSU) pour qui les compromis de Guy Mollet sur le social, la Guerre froide, la guerre d'Algérie ou les alliances avec Charles de Gaulle en 1958, trahissent les objectifs idéologiques de la gauche et, d'autre part, par la deuxième gauche et les centristes car elle maintient au sein du socialisme un discours marxiste de lutte des classes.